# Miroslav Rejman
Miroslav Rejman (17. října 1925, Chrudim – 31. ledna 2008, Praha) byl československý hokejový útočník.

## Hráčská kariéra
Jako reprezentant se zúčastnil olympiády v roce 1952. Na mistrovství světa hrál třikrát, a to na MS 1953 ve švýcarských městech Curych a Basilej, na MS 1954 ve švédském Stockholmu a na MS 1955 ve německých Krefeld, Düsseldorf, Dortmund a Kolín nad Rýnem. Na mistrovství světa 1955 získal s týmem bronzovou medaili za 3. místo. V reprezentačním dresu odehrál celkem 63 zápasů a vstřelil 32 gólů. V lize hrál za Spartu Praha, ATK Praha a TJ Spartak Motorlet Praha.